# إعلان استقلال للفضاء السبراني

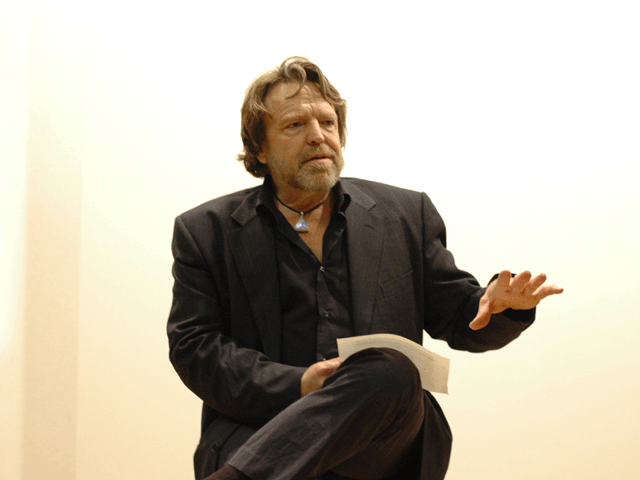
بارلو في الذكرى العاشرة لصدور "الإعلان"

«إعلان استقلال الفضاء السبراني» كان هناك مقالاً مؤثرًا حول قابلية تطبيق فرض حكومة على عالم الإنترنت الذي يشهد نموًا سريعًا. وقد كتبه جون بيري بارلو، مؤسس مؤسسة الحدود الإلكترونية (Electronic Frontier Foundation)، ونشر على الإنترنت في 8 فبراير 1996 من دافوس، سويسرا. وتم كتابته في الأساس ردًا على تمرير قانون الاتصالات لعام 1996 في الولايات المتحدة.

## المحتوى
يقدم الإعلان، في ست عشرة فقرة قصيرة، اعتراضًا على فرض رقابة على الإنترنت من قوة خارجية، وخصوصًا الولايات المتحدة. وينص على أن الولايات المتحدة لم تحصل على موافقة المحكوم لتطبيق قوانين على الإنترنت، وأن الإنترنت كان خارج نطاق حدود أي دولة. وبدلاً من ذلك، استطاع الإنترنت تطوير عقوده الاجتماعية لتحديد كيفية التعامل مع مشكلاته، بناءً على القاعدة الذهبية. ويفعل ذلك بلغة تعيد إلى الذاكرة لغة إعلان الاستقلال الأمريكي ويستشهد به بشكل غير مباشر في فقراته الأخيرة. وبالرغم من أن المقال ذكر قانون الاتصالات، إلا أنه اتهم الصين وألمانيا وفرنسا وروسيا وسنغافورة وإيطاليا بقمع حرية الإنترنت.

## الخلفية التاريخية
في وقت كتابة المقال، كان بارلو قد كتب كثيرًا عن الإنترنت وظاهرته الاجتماعية والقانونية، إلى جانب كونه عضوًا مؤسسًا في مؤسسة الحدود الإلكترونية. ومن أعماله التي اشتهر بها سابقًا مقال، «اقتصاد الأفكار» (The Economy of Ideas)، الذي نشر في مارس 1994 في مجلة وايرد (Wired)، بالإضافة إلى تقديم تلميحات عن توماس جيفرسون وبعض الأفكار التي سيطرحها في إعلانه.

## الاستجابة النقدية
اكتسب مقال بارلو شهرة سريعة وانتشر على نطاق واسع على الإنترنت بسبب موضوعه. وفي خلال ثلاثة أشهر، نسخ حوالي 5000 موقع إلكتروني هذا الإعلان. وبعد تسعة أشهر، يقدر بأن هذا الرقم أصبح 40000 موقع. وللاقتراب من رؤية مارلو عن الإنترنت المستقل، تم إعداد نظام القاضي الافتراضي بواسطة معهد قانون الفضاء الإلكتروني، الذي تستضيفه الآن كلية شيكاغو-كنت للقانون. ويتم تعيين القضاة بواسطة المعهد وغيره من المجموعات القانونية لحل المنازعات عبر الإنترنت.
وخارج عالم الإنترنت، كانت الاستجابة أقل إيجابية. فقد صرّح لاري إرفينج، مساعد وزير التجارة الأمريكي بأن غياب التدابير الاحترازية سيتسبب في «حدوث بطء في عملية نمو ما يرجح أنه سيكون هبة عظيمة للمستخدمين والأعمال التجارية». وفي مجلة هوت وايرد (HotWired) عبر الإنترنت، أشار إلى أحد كاتبي العمود إلى مقاله على أنه مجرد «هراء».
وبحلول عام 2002، انخفض عدد المواقع التي تنسخ الإعلان إلى 20000 موقع. وفي عام 2004، علّق بارلو على مقاله الذي كتبه في تسعينيات القرن العشرين، وخصوصًا بشأن تفاؤله. وكان رده «إننا جميعًا ننضج ونزداد ذكاءً».

## وصلات خارجية
- A Declaration of the Independence of Cyberspace
- A Declaration of the Independence of Cyberspace (Portuguese Translation in PDF)
- A Declaration of the Independence of Cyberspace (Spanish Translation)
- Another Declaration Of Independence For Cyberspace which was conceived simultaneously and independently from the Barlow version. Note: archive.org time stamp is later than original publish date which happened during HotWired/Weiner's Blue Ribbon Campaign where it hung and was blocked in the listserv for 1 hour when Barlow's version was delivered to the listserv using the same Subject line as this version from Citizens Of The Sea.